# Roewe
Roewe es una marca de automóviles de lujo fundada en 2006, propiedad de SAIC Motor. Se vendieron un número de 155 336 vehículos en China en el año 2013.
Fue creada en 2006, como consecuencia de la desaparición del grupo automovilístico británico MG Rover Group, del cual Ford Motor Company adquirió los derechos de su marca Rover (no así, los derechos de producción de sus modelos), uniéndola a su Premier Automotive Group como marca inactiva. Por su parte, los derechos de producción de los modelos Rover fueron asumidos por la firma china SAIC Motor, la cual al no contar con los derechos sobre la marca Rover, optó por producir sus vehículos bajo una nueva denominación, creándose la marca Roewe.
Como legado de la marca inglesa, además de la continuidad de la producción de los sucesores de los modelos 25, 45 y 75, el emblema de la marca Roewe conserva la geometría del emblema de Rover (trapecio invertido), a la vez de estar su nombre inspirado en la extinta marca inglesa.

## Historia
El nombre Roewe viene de cuando SAIC Motor falló al comprar MG Rover a BMW en el año 2006 donde sería vendida a Ford Motor Company. El nombre de la marca, Roewe está compuesto por los caracteres chinos Róng y wēi, que más o menos significa "potencia gloriosa"; el nombre es una transliteración de Rover, aunque SAIC ha declarado que se deriva de Löwe, la palabra alemana que significa león. Loewe, que se pronuncia muy parecido a Roewe por los hablantes de China, es también el nombre de un fabricante español.
SAIC adquirió la tecnología en relación con el Rover 75 y Rover 25 después de la caída en el año 2005 de MG Rover, y la marca Roewe apareció por primera vez en una versión de los 75, el Roewe 750. Originalmente fue la intención de comprar todos los activos de la compañía británica pero esto falló, la oferta de SAIC fue superada por Nanjing Automobile. En 2007 se fusionó con SAIC Nanjing Auto, por lo que ahora controla los activos de MG Rover, como el nombre de MG y una fábrica de Birmingham, la planta de Longbridge, que era inicialmente incapaz de adquirir.
La empresa de ingeniería inglesa, Ricardo ayudó al desarrollo de los primeros modelos de Roewe y estableció una nueva compañía en el Reino Unido, Ricardo Consultants Ltd, que ayudó a llevar el Roewe 750 en el mercado. De acuerdo con SAIC, también se llevaron a cabo trabajos en el vehículo en China. En el año 2007, Ricardo Consultants Ltd fue comprado por SAIC y rebautizado como SAIC Motor UK Technical Center. Se emplea a más de 200 ex-ingenieros de Rover británicos.

## Modelos

### Modelos actuales
- Roewe Clever (2020-presente), coche urbano
- Roewe i5/Ei5 (2017-presente), sedán/camioneta compacto
- Roewe i6/ei6/i6 Max/ei6 Max (2017-presente), sedán compacto
- Roewe RX3/ RX3 Pro (2017-presente), SUV subcompacto
- Roewe RX5/eRX5/ERX5/RX5 Plus/ RX5 Max/ D5X (2016-presente), SUV compacto
- Roewe RX8 (2018-presente), SUV mediano
- Roewe RX9 (2022-presente), SUV mediano
- Roewe iMAX8 (2020-presente), monovolumen de tamaño completo
- Roewe D7 (para comenzar), sedán mediano

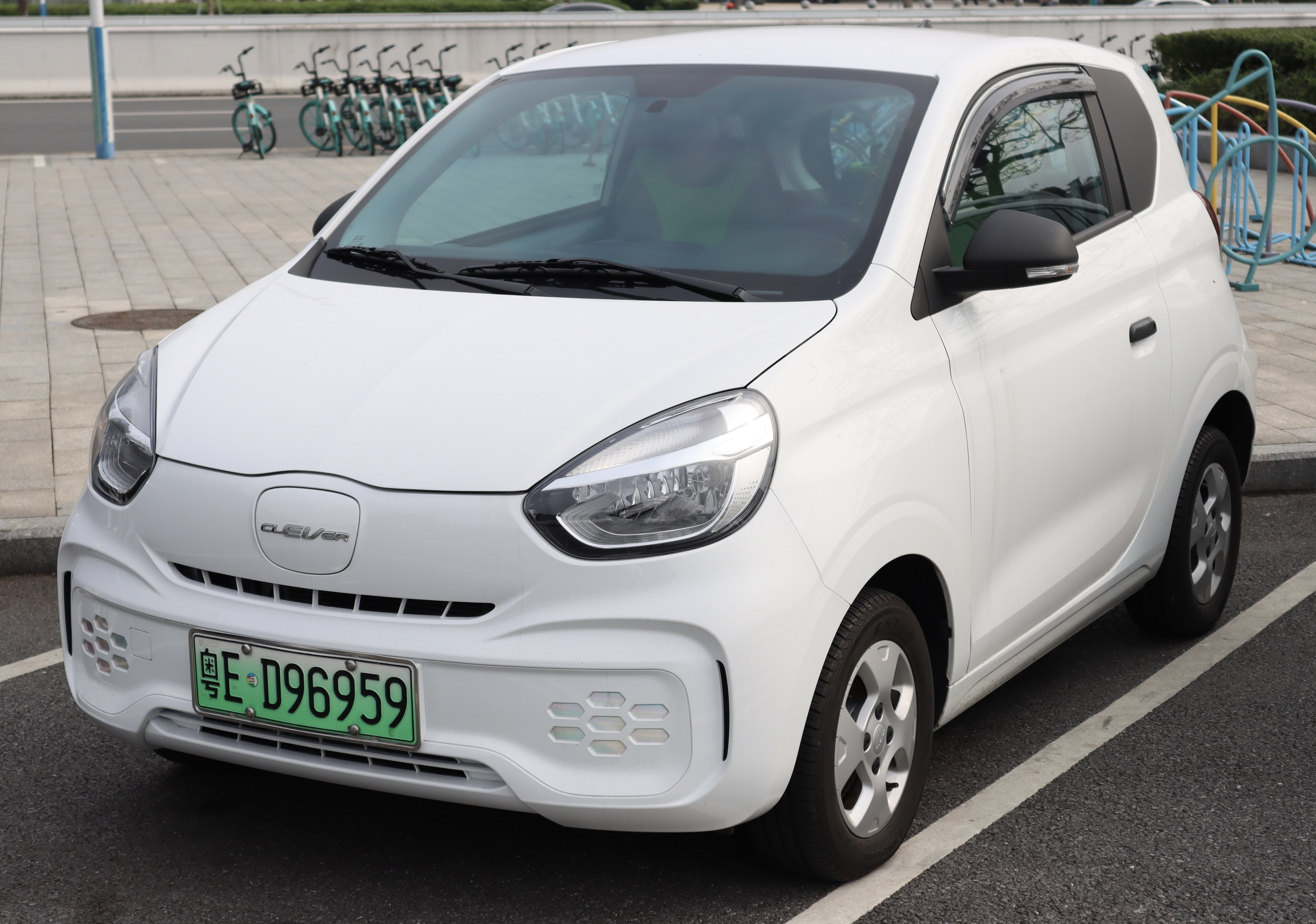
Roewe Clever
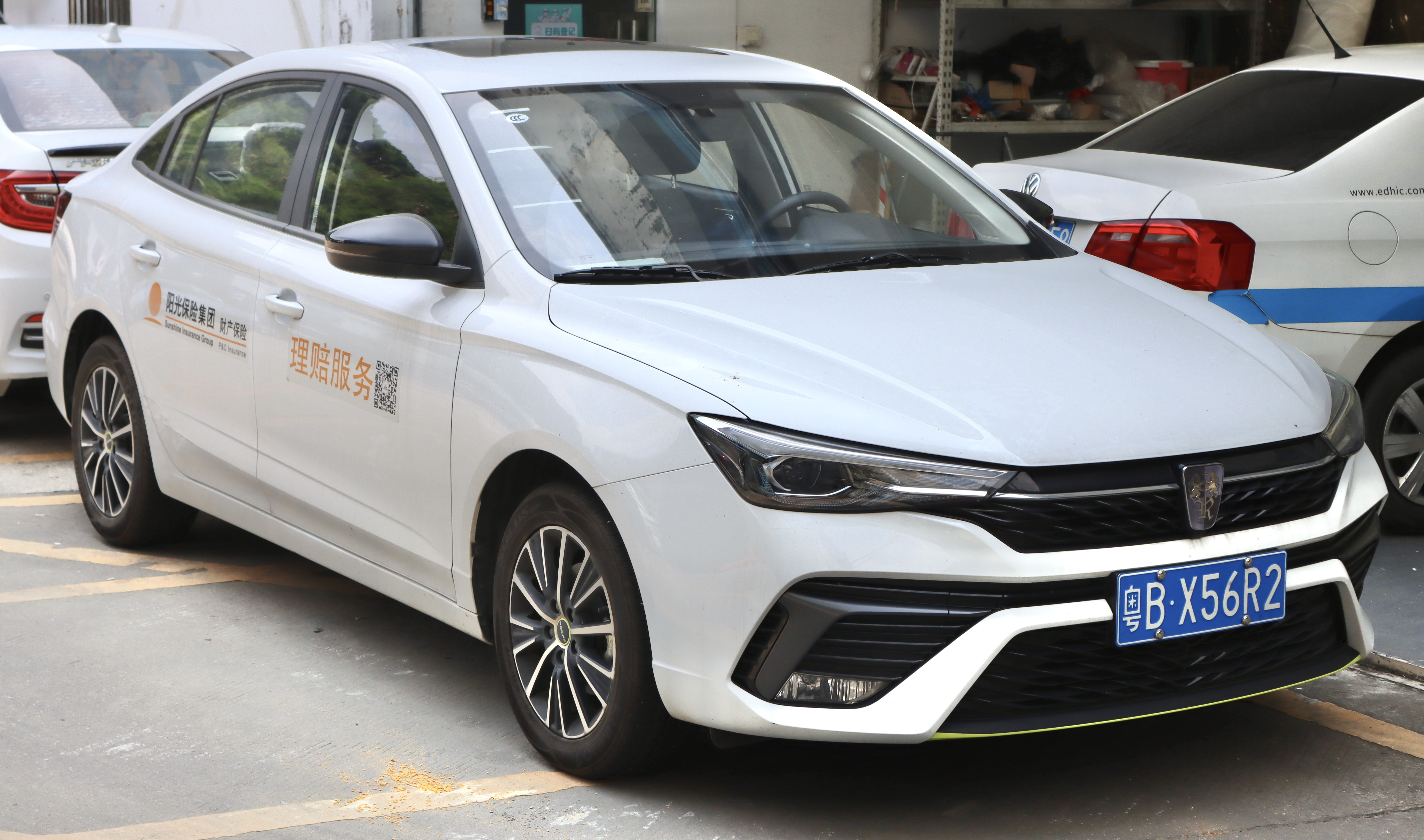
Roewe i5
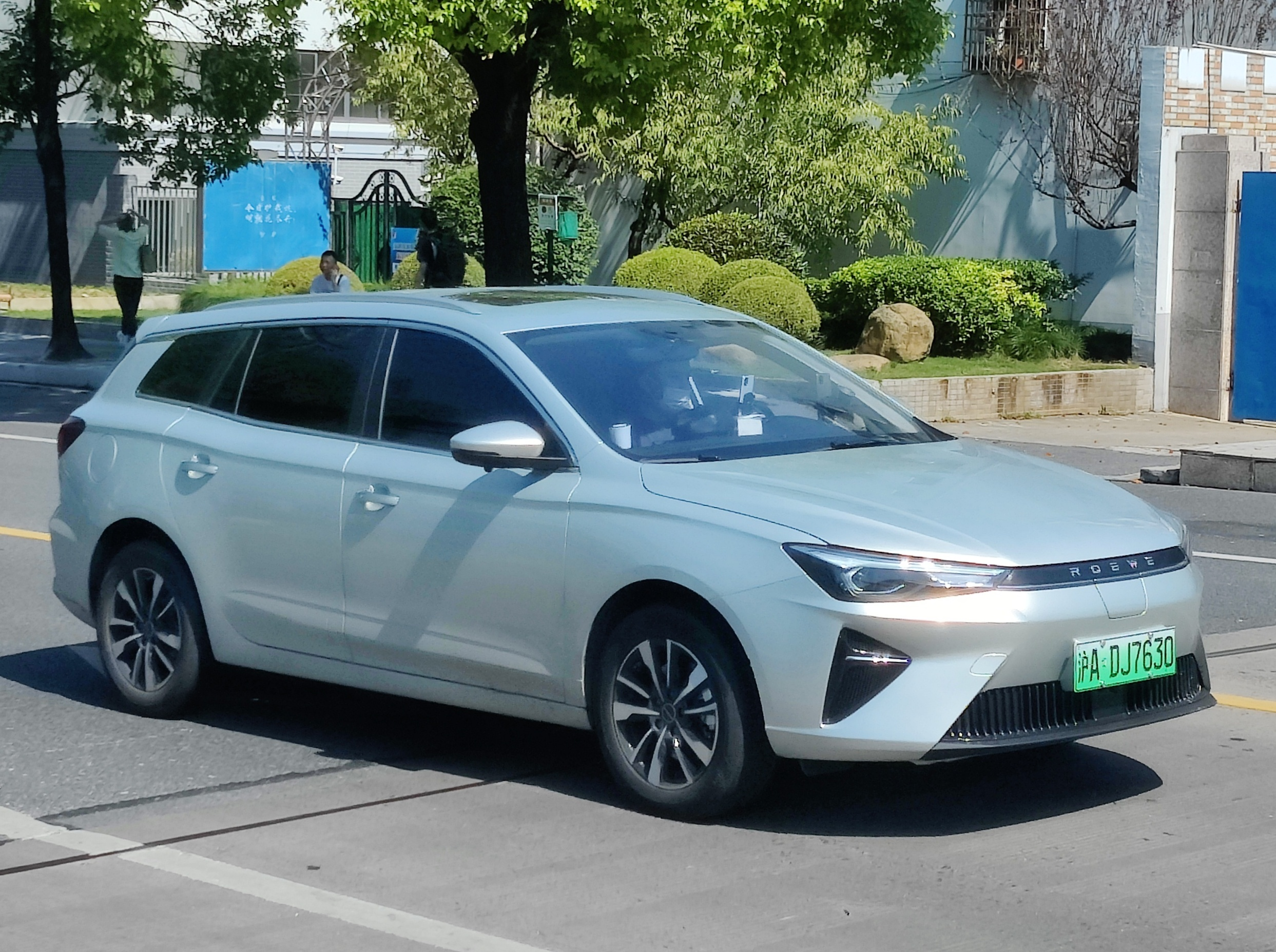
Roewe Ei5
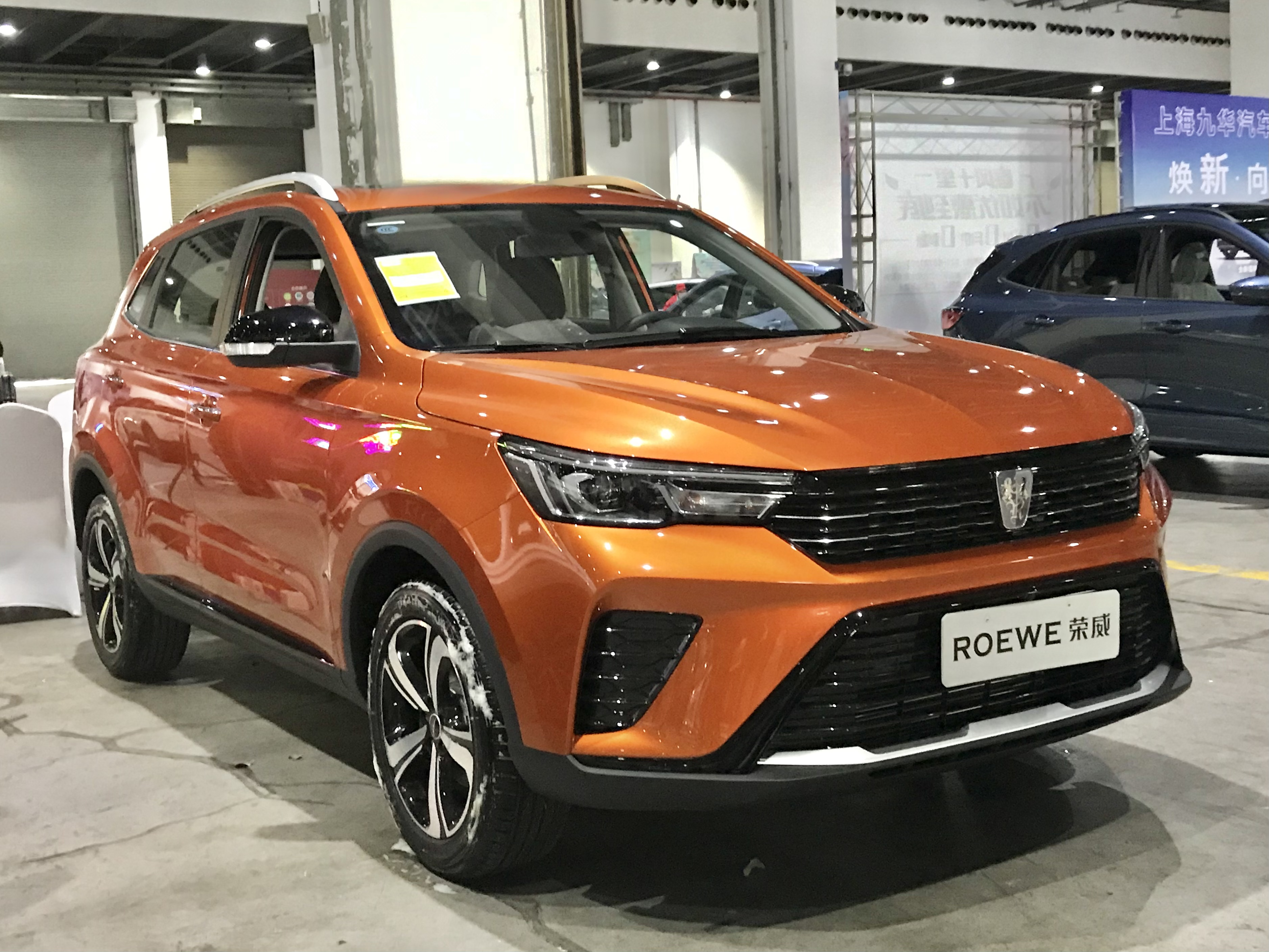
Roewe RX3
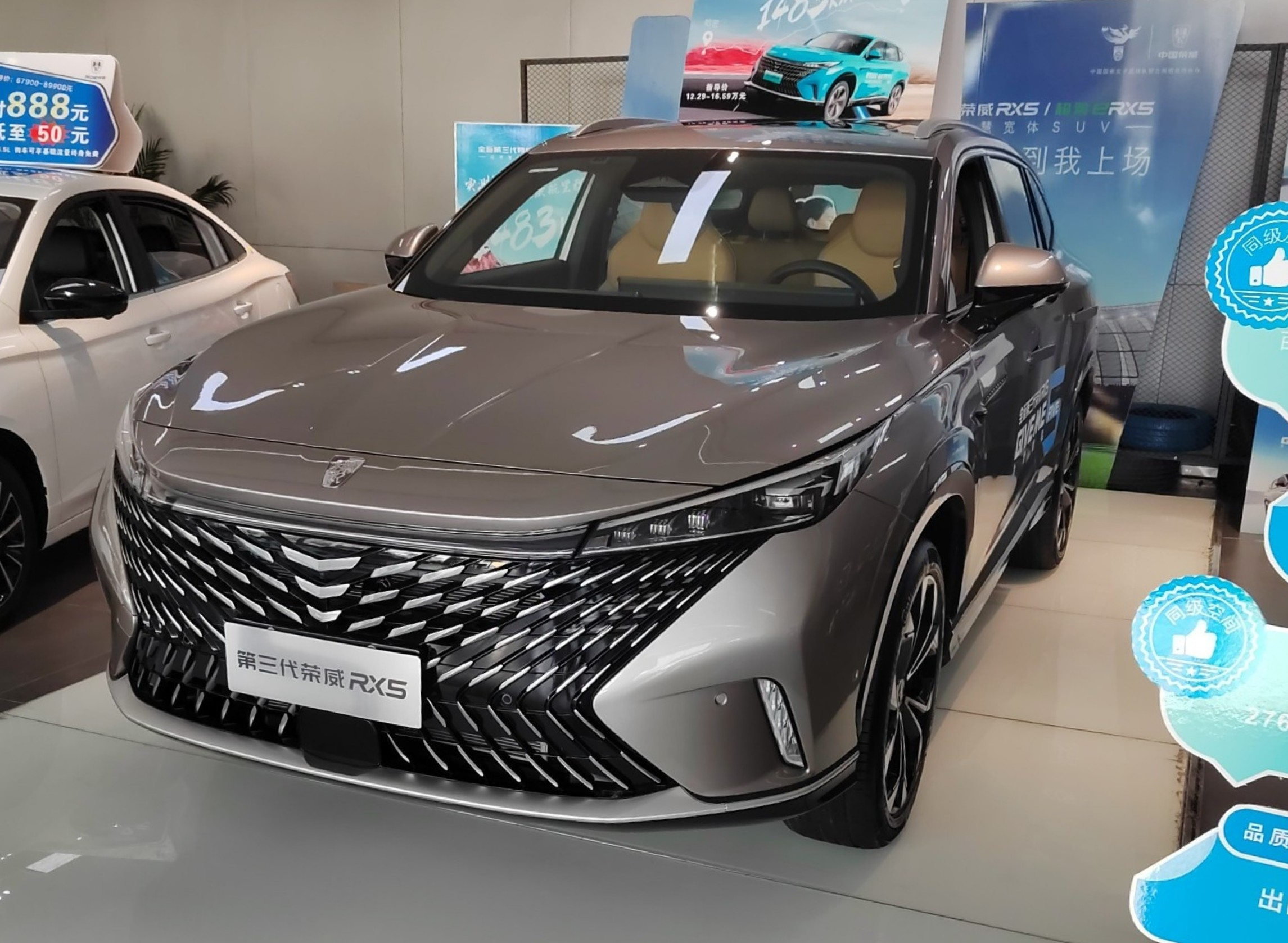
Roewe RX5
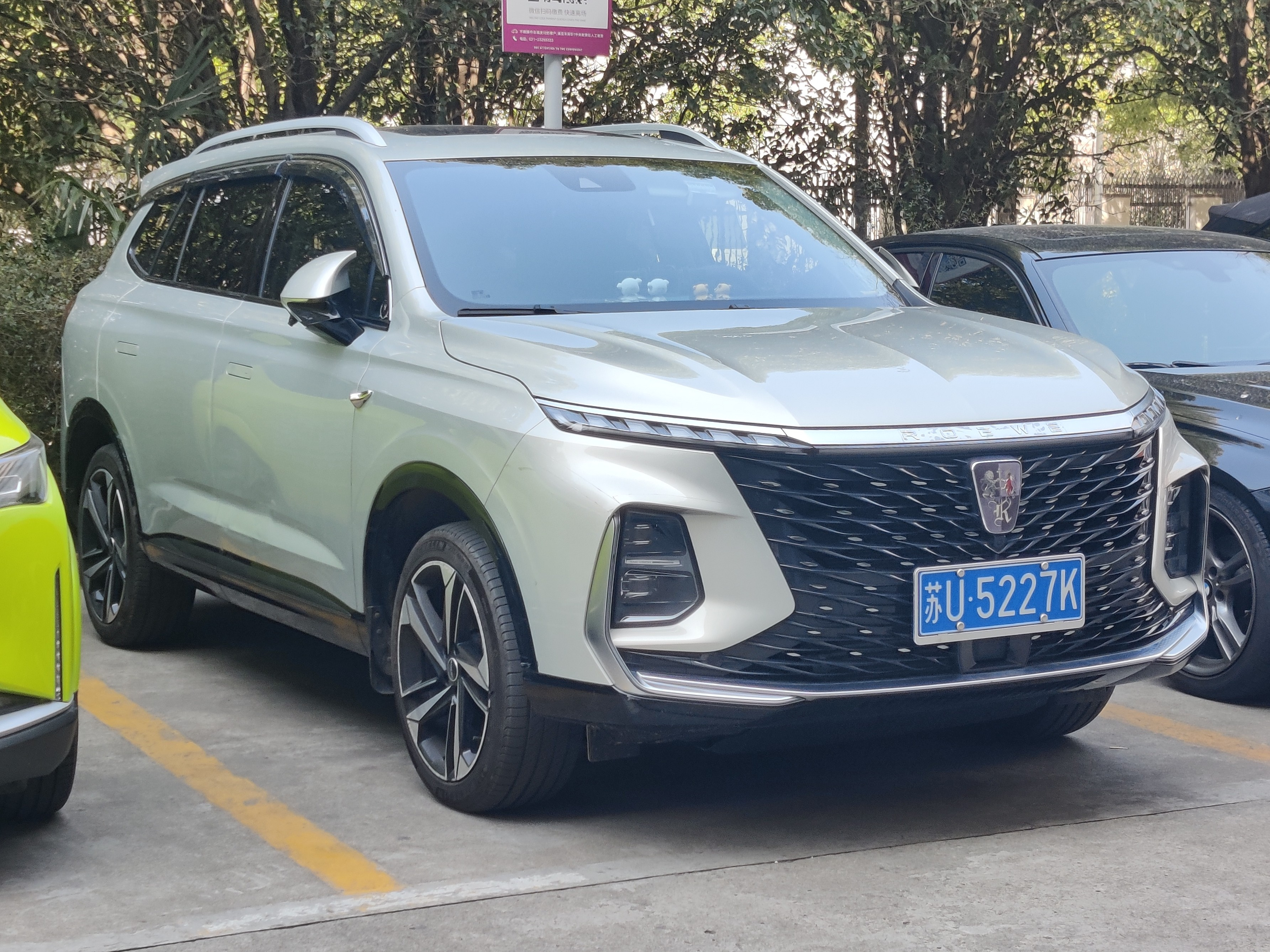
Roewe RX5 Max
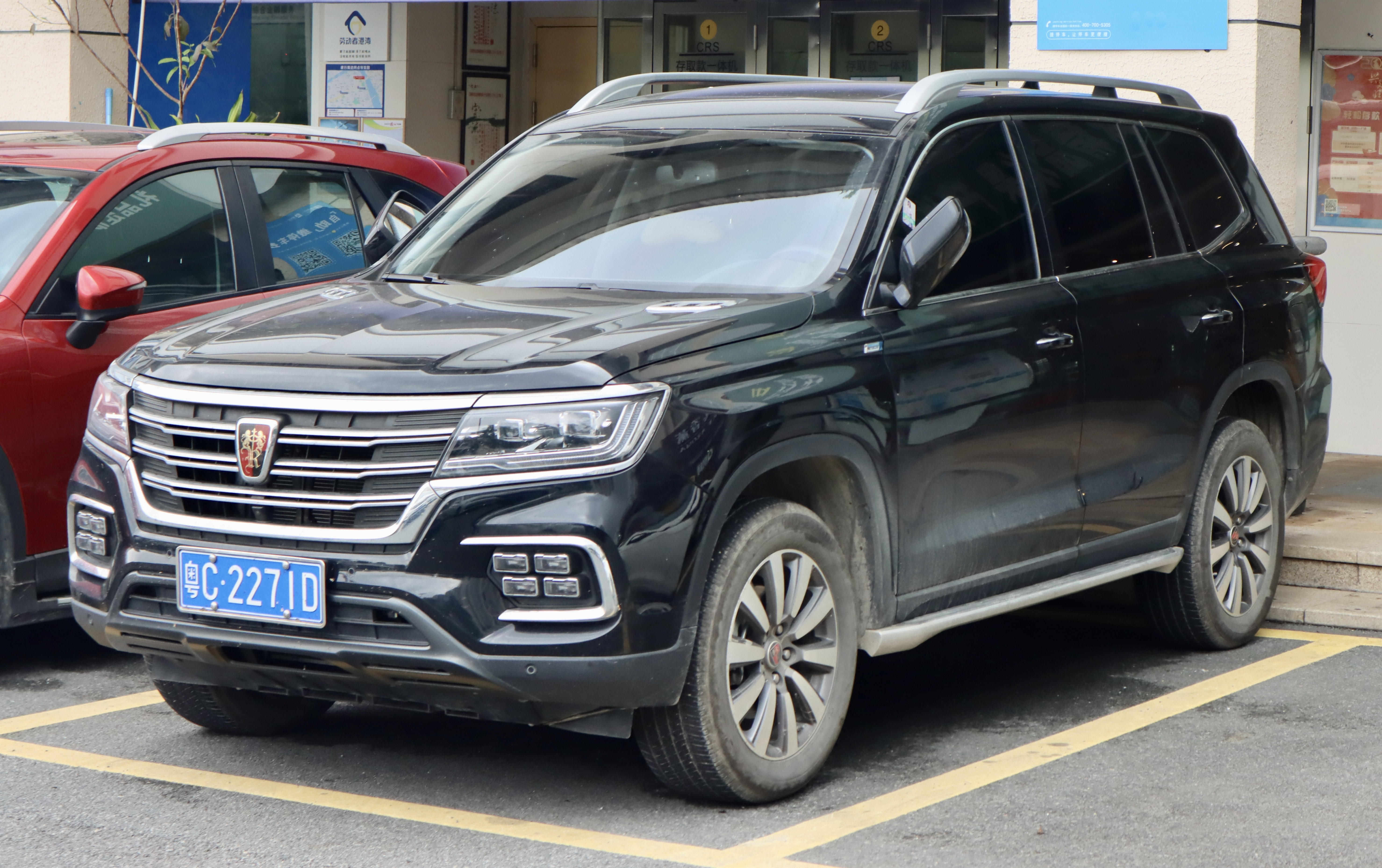
Roewe RX8
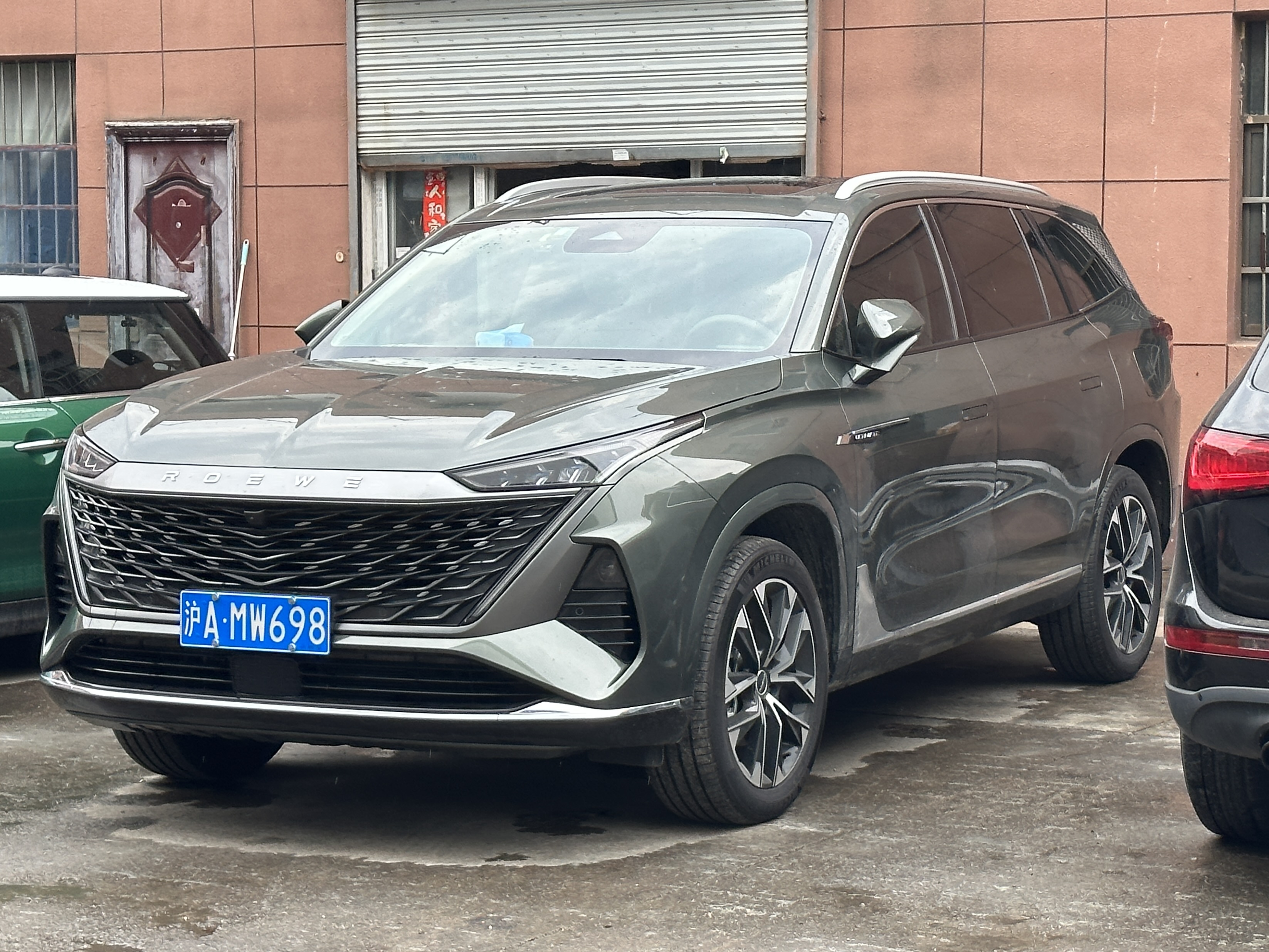
Roewe RX9
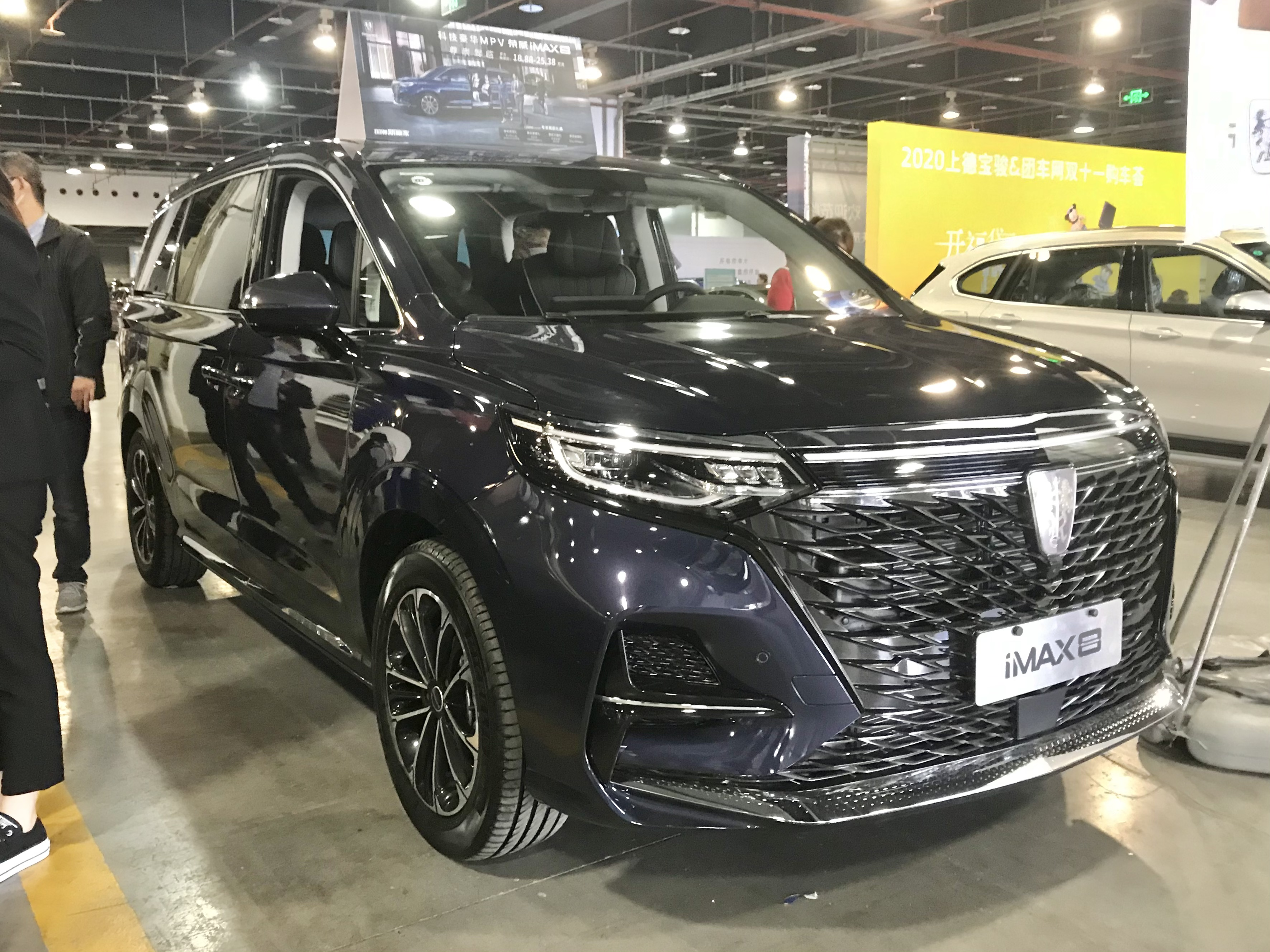
Roewe iMax8
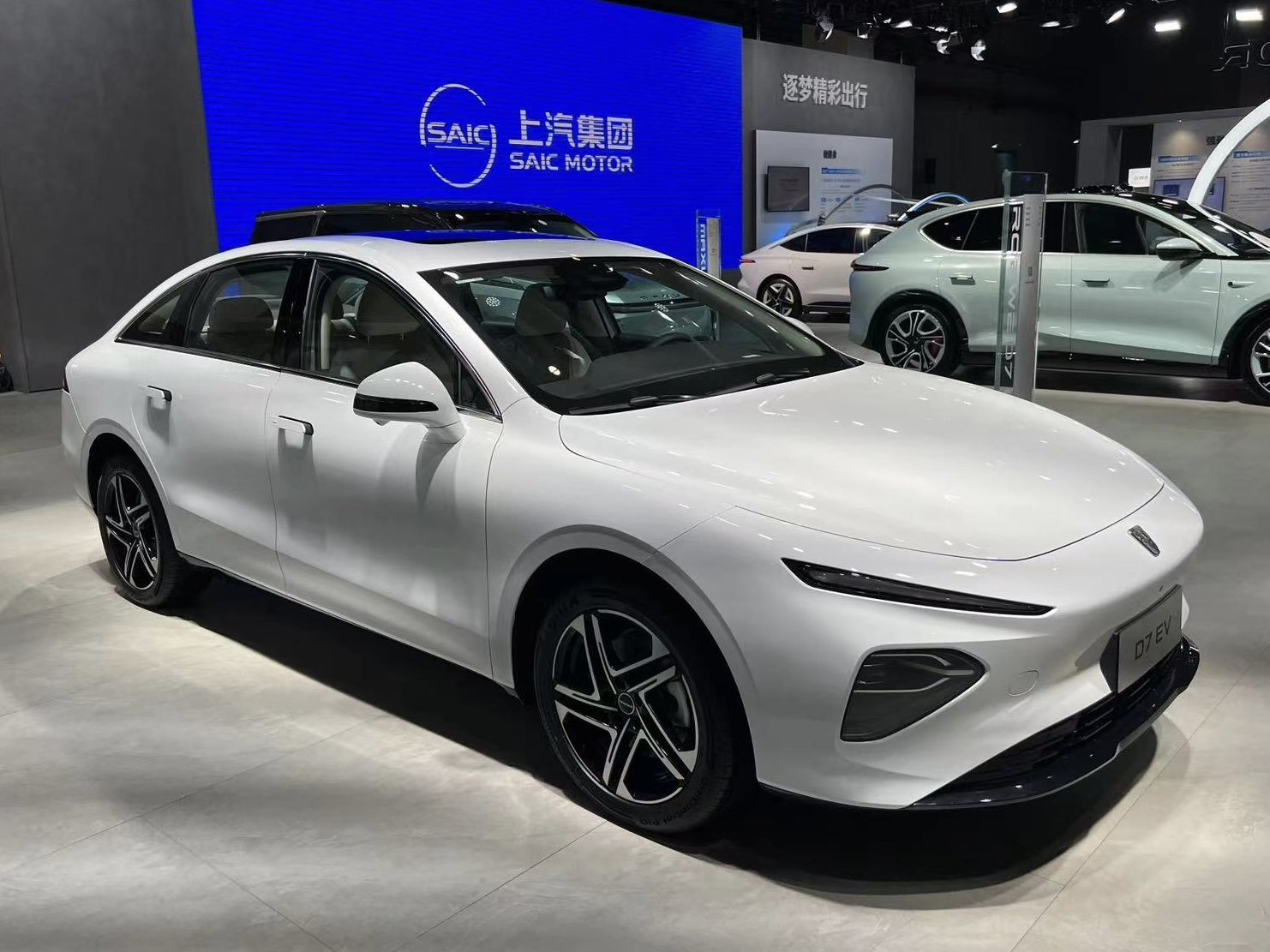
Roewe D7

### Descontinuados
- Roewe 950/ e950 (2012-2019), sedán mediano
- Roewe 850, sedán mediano
- Roewe 750 (2006-2016), sedán mediano
- Roewe 550 (2008-2014), sedán compacto
- Roewe 360/360 Plus (2015-2018), sedán compacto
- Roewe 350 (2010-2014), sedán compacto
- Roewe E50 (2013-2016), coche urbano
- Roewe W5 (2011-2017), SUV mediano
- Roewe Marvel X (2018-2021), SUV mediano

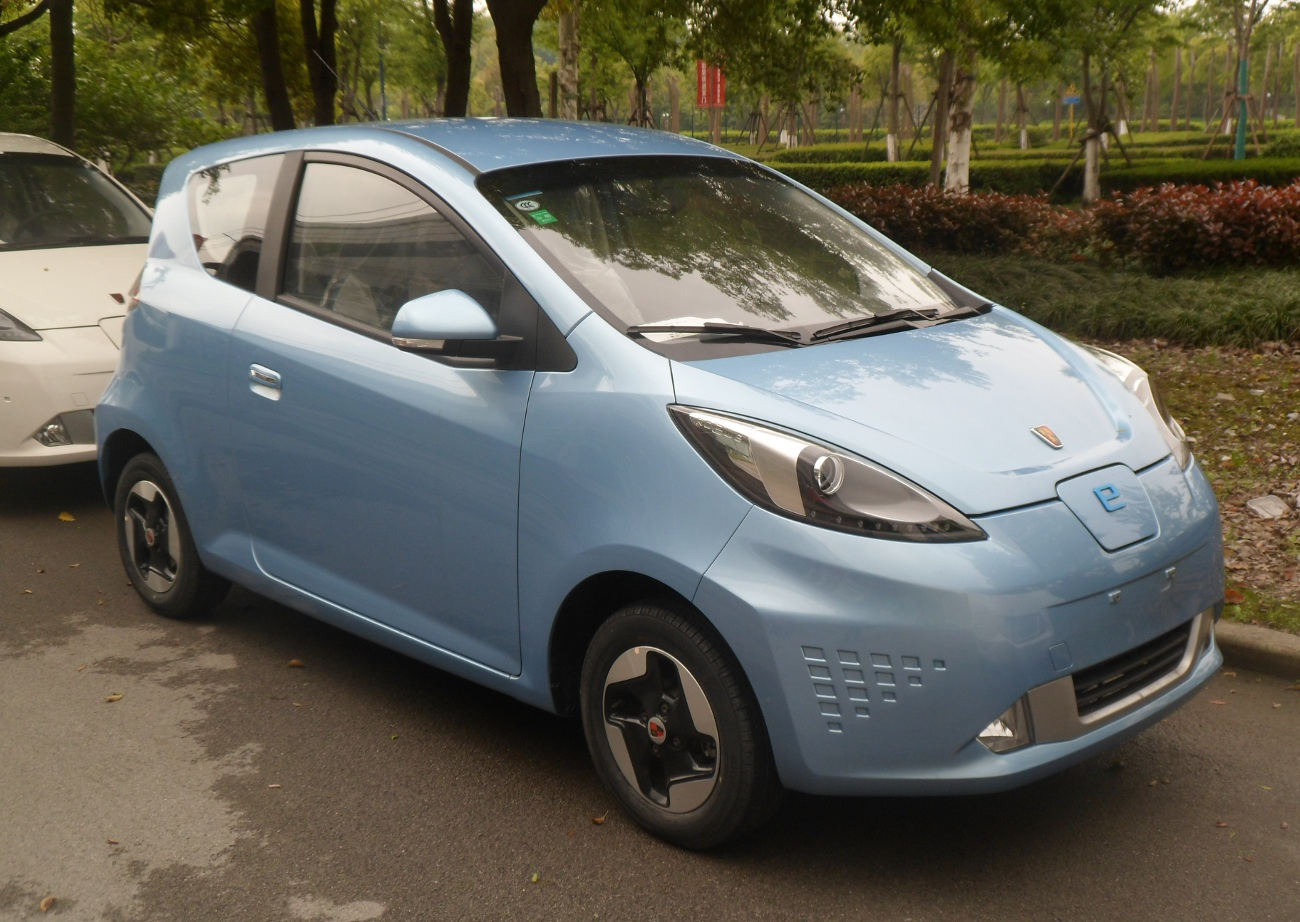
Roewe e50
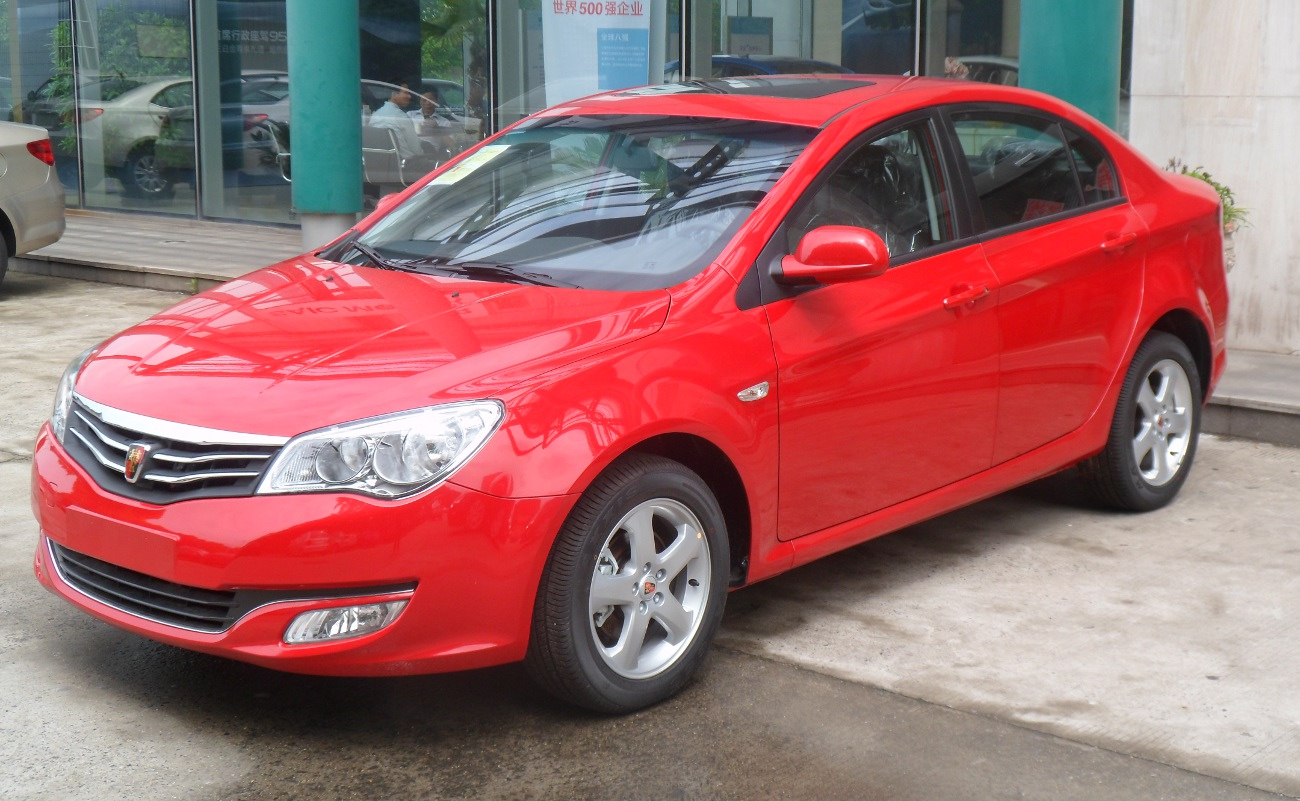
Roewe 350
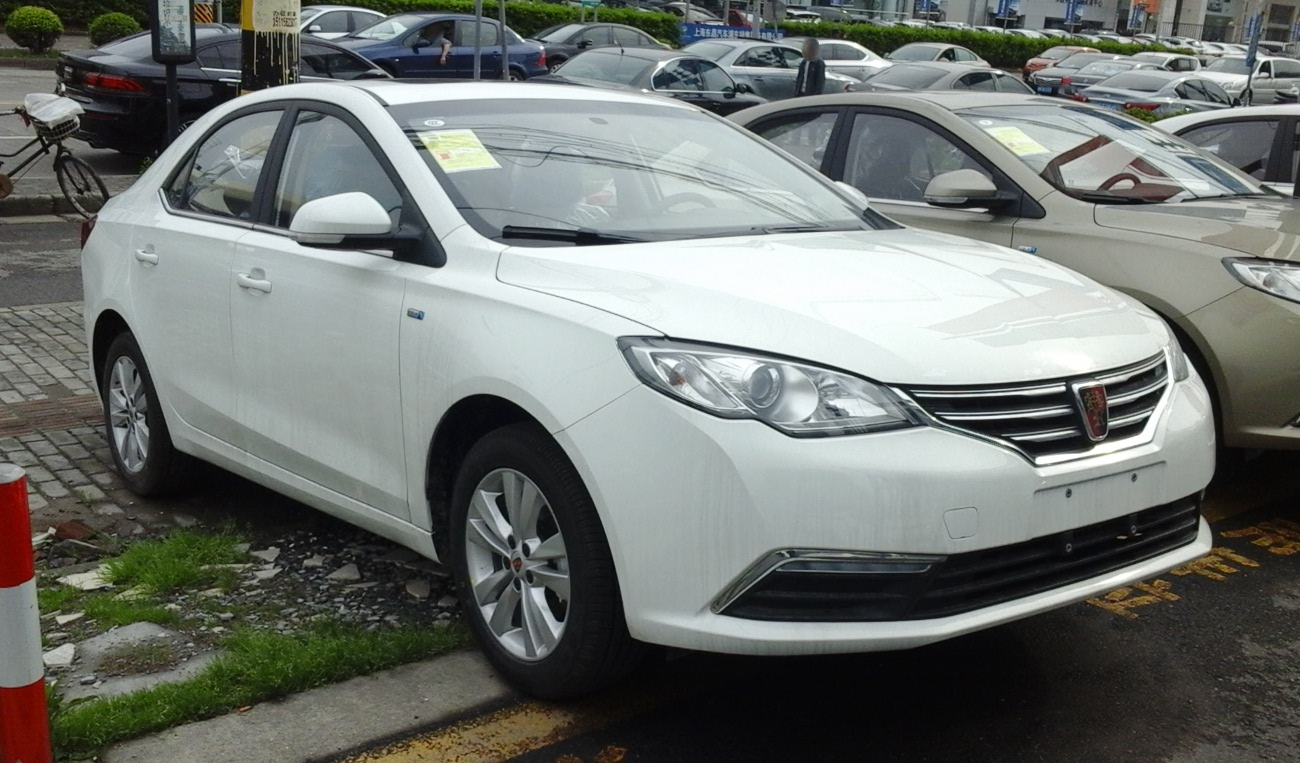
Roewe 360
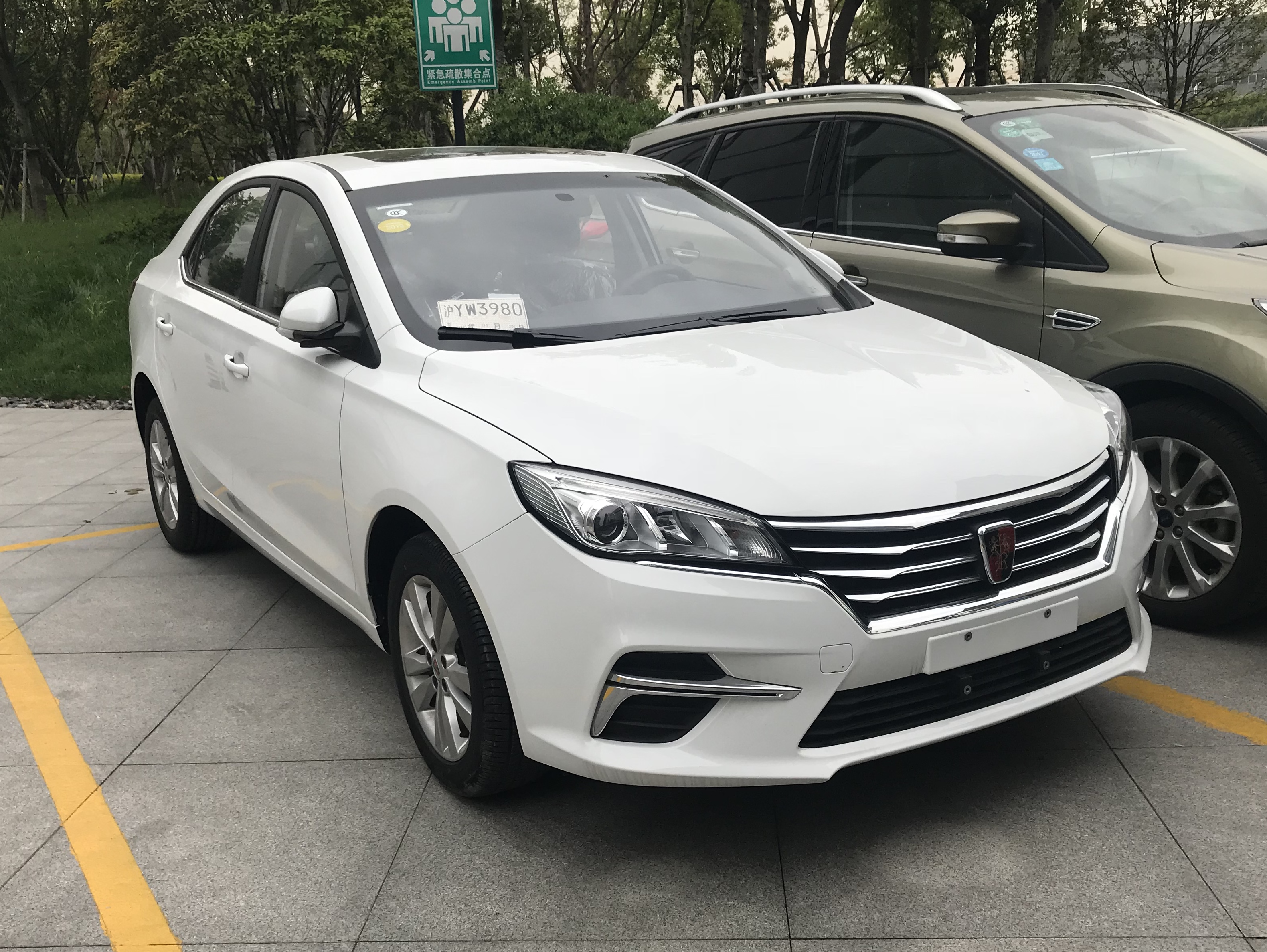
Roewe 360 Plus
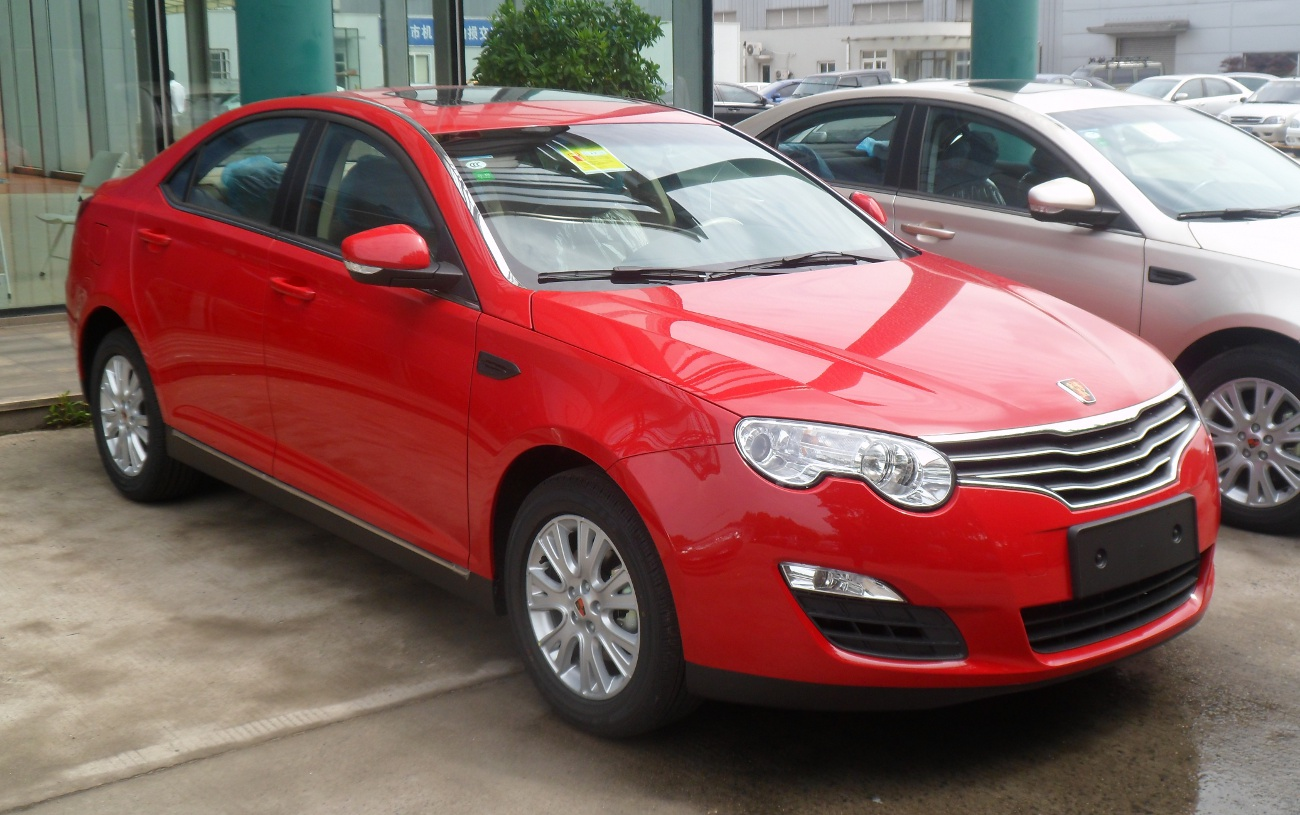
Roewe 550
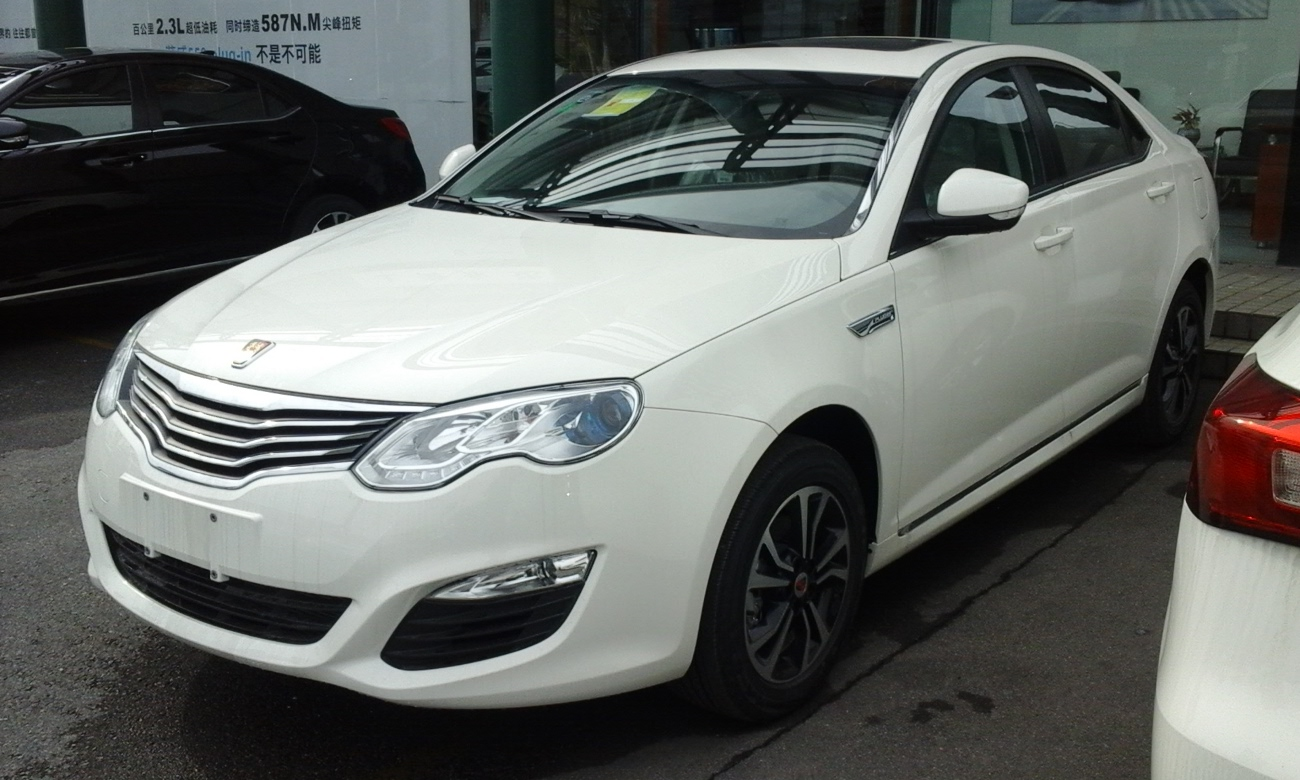
Roewe e550
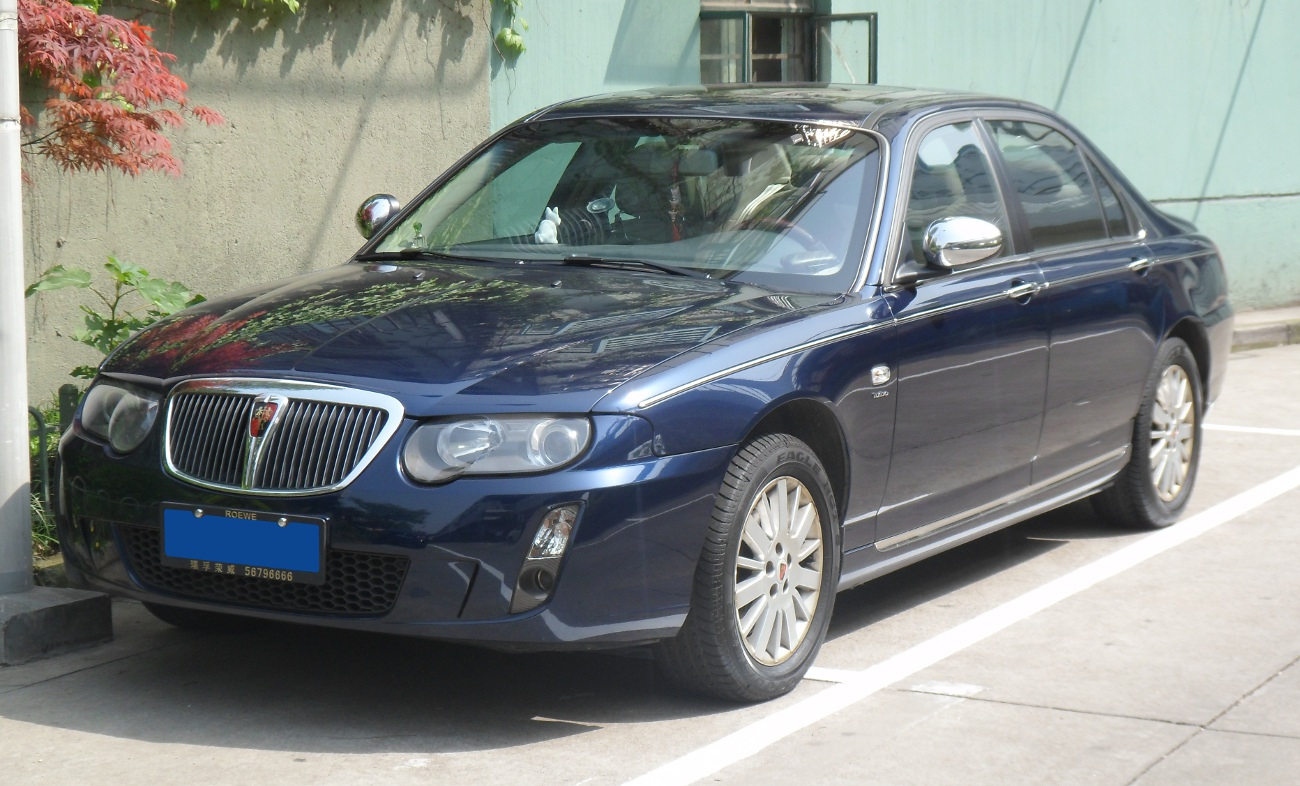
Roewe 750
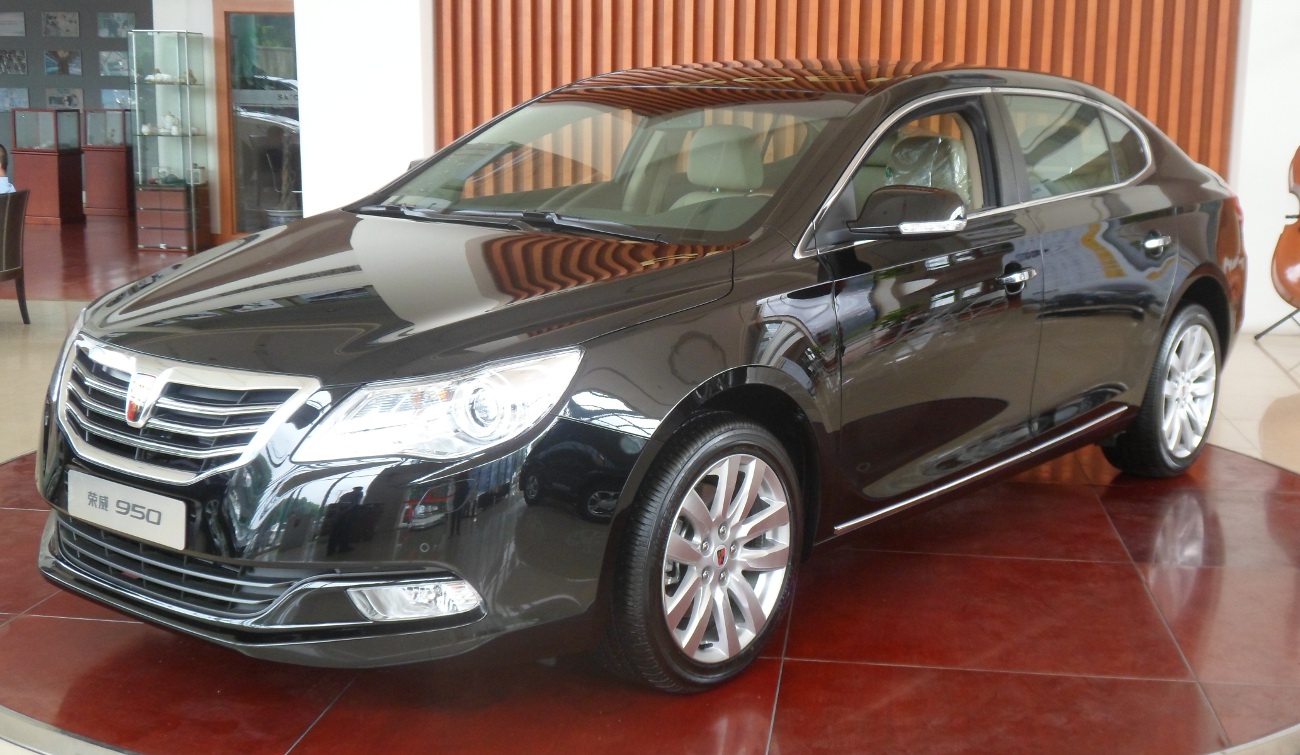
Roewe 950
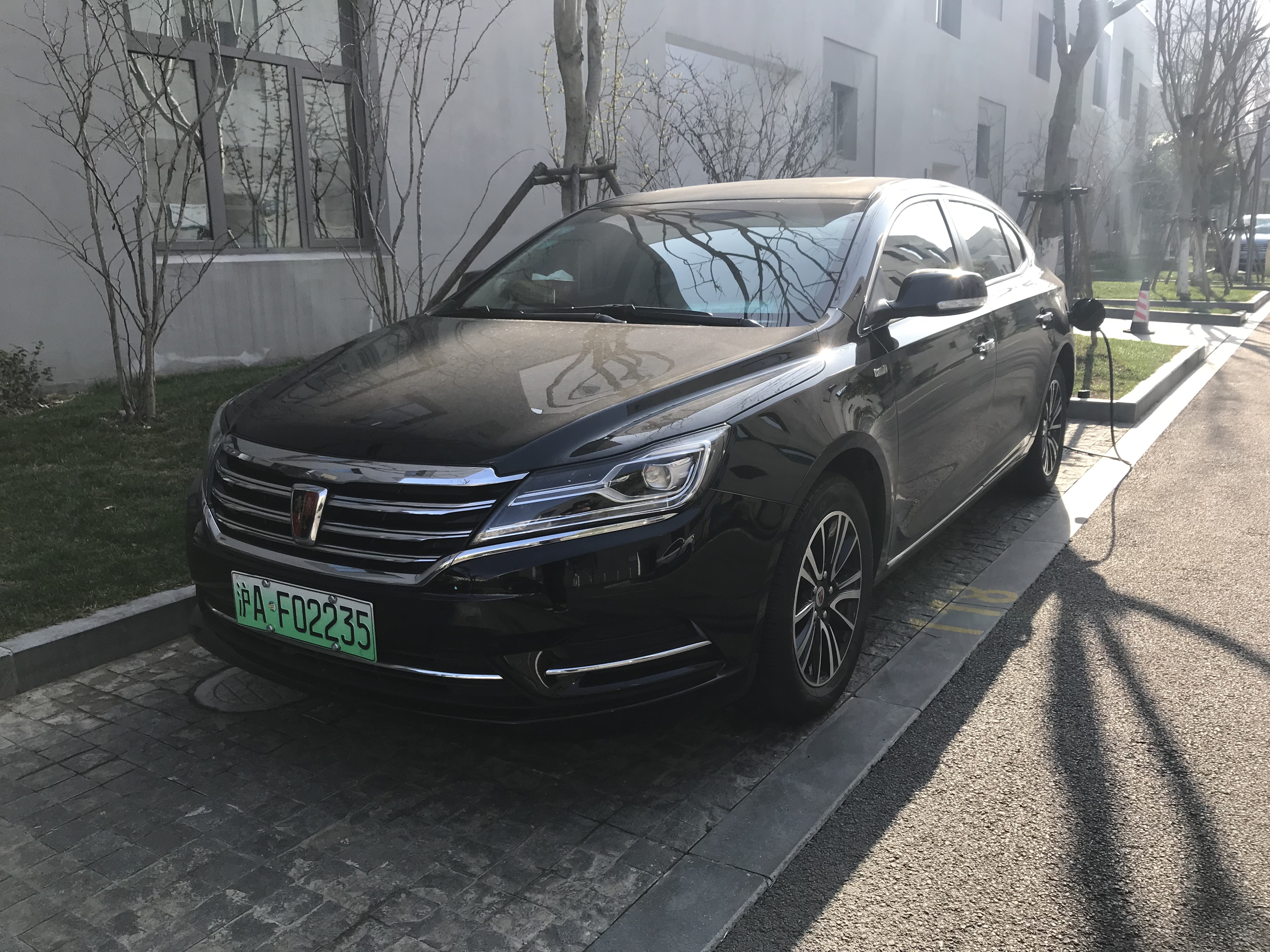
Roewe e950
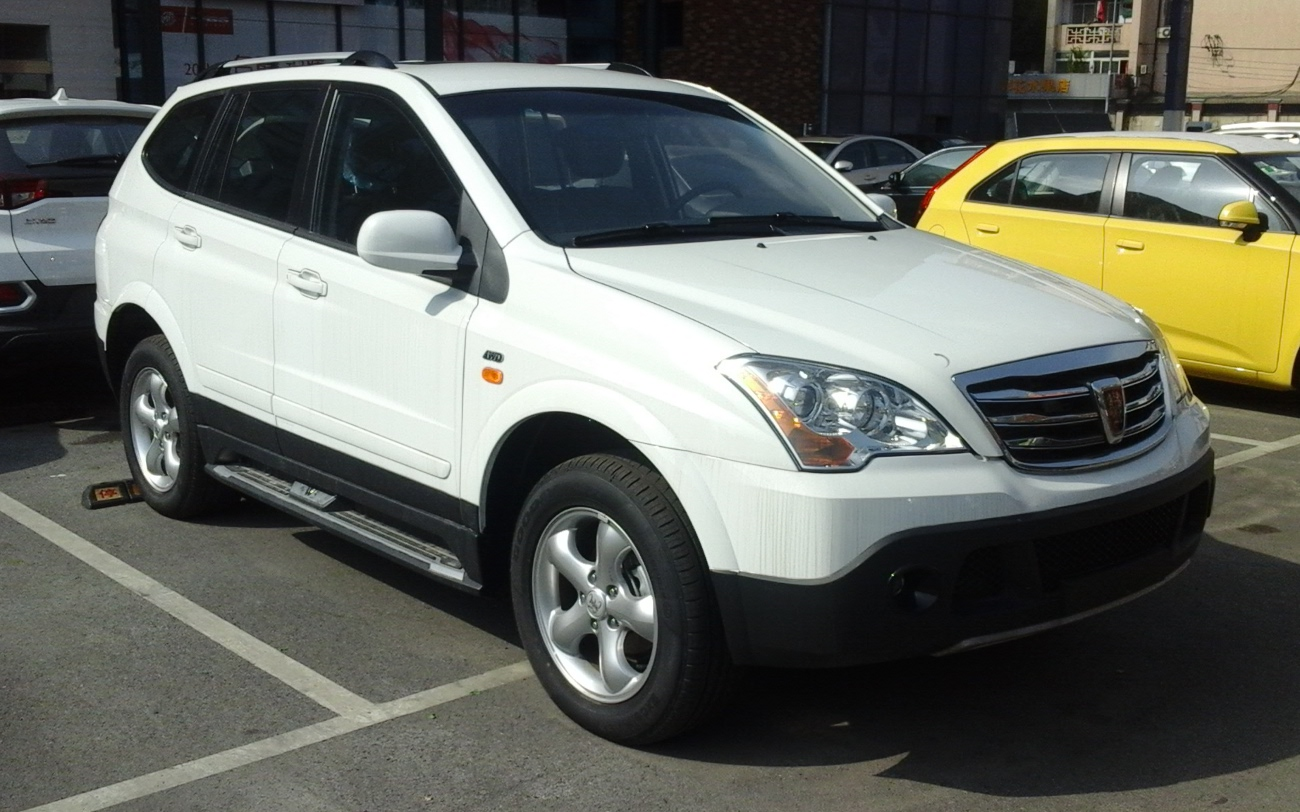
Roewe W5
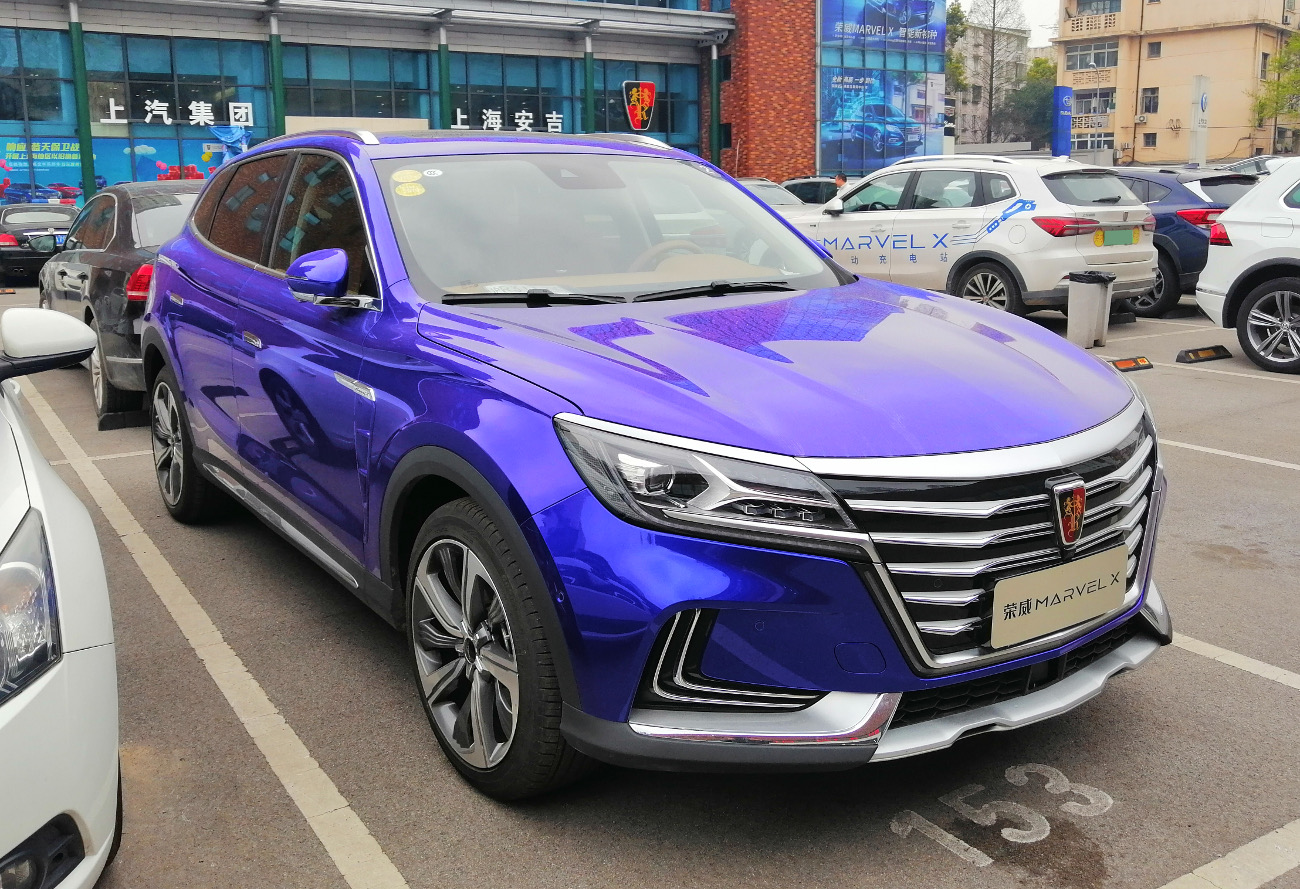
Roewe Marvel X

## Línea Temporal
| 1885                  | 1896                  | 1901                  | 1904                  | 1905                  | 1910                  | 1913                  | 1922                  | 1930                  | 1951                  | 1952                      | 1961                      | 1962                      | 1965                      | 1966                      | 1967                      | 1968                              | 1981                              | 1982               | 1985               | 1986             | 1987             | 1993             | 1999                            | 2000                            | 2005                                  | 2006                                  | 2010                                  | 2011                                  | Presente                              |
| --------------------- | --------------------- | --------------------- | --------------------- | --------------------- | --------------------- | --------------------- | --------------------- | --------------------- | --------------------- | ------------------------- | ------------------------- | ------------------------- | ------------------------- | ------------------------- | ------------------------- | --------------------------------- | --------------------------------- | ------------------ | ------------------ | ---------------- | ---------------- | ---------------- | ------------------------------- | ------------------------------- | ------------------------------------- | ------------------------------------- | ------------------------------------- | ------------------------------------- | ------------------------------------- |
| Triumph Motor Company | Triumph Motor Company | Triumph Motor Company | Triumph Motor Company | Triumph Motor Company | Triumph Motor Company | Triumph Motor Company | Triumph Motor Company | Triumph Motor Company | Triumph Motor Company | Triumph Motor Company     | Triumph Motor Company     | Leyland Motor Corporation | Leyland Motor Corporation | Leyland Motor Corporation | Leyland Motor Corporation | British Leyland Motor Corporation | British Leyland Motor Corporation | Austin Rover Group | Austin Rover Group | Rover Group plc  | Leyland DAF      | Leyland DAF      | LDV Group (Paccar)              | LDV Group (Paccar)              | Roewe - MG Motor - Maxus (SAIC Motor) | Roewe - MG Motor - Maxus (SAIC Motor) | Roewe - MG Motor - Maxus (SAIC Motor) | Roewe - MG Motor - Maxus (SAIC Motor) | Roewe - MG Motor - Maxus (SAIC Motor) |
|                       | Leyland Motor Ltd.    | Leyland Motor Ltd.    | Leyland Motor Ltd.    | Leyland Motor Ltd.    | Leyland Motor Ltd.    | Leyland Motor Ltd.    | Leyland Motor Ltd.    | Leyland Motor Ltd.    | Leyland Motor Ltd.    | Leyland Motor Ltd.        | Leyland Motor Ltd.        | Leyland Motor Corporation | Leyland Motor Corporation | Leyland Motor Corporation | Leyland Motor Corporation | British Leyland Motor Corporation | British Leyland Motor Corporation | Austin Rover Group | Austin Rover Group | Rover Group plc  | Rover Group plc  | Rover Group plc  | MG Rover Group                  | MG Rover Group                  | Roewe - MG Motor - Maxus (SAIC Motor) | Roewe - MG Motor - Maxus (SAIC Motor) | Roewe - MG Motor - Maxus (SAIC Motor) | Roewe - MG Motor - Maxus (SAIC Motor) | Roewe - MG Motor - Maxus (SAIC Motor) |
|                       |                       | Rover Company         |                       |                       |                       |                       |                       |                       |                       |                           |                           | Leyland Motor Corporation | Leyland Motor Corporation | Leyland Motor Corporation | Leyland Motor Corporation | British Leyland Motor Corporation | British Leyland Motor Corporation | Austin Rover Group | Austin Rover Group | Rover Group plc  | Rover Group plc  | Rover Group plc  | MG Rover Group                  | MG Rover Group                  | Roewe - MG Motor - Maxus (SAIC Motor) | Roewe - MG Motor - Maxus (SAIC Motor) | Roewe - MG Motor - Maxus (SAIC Motor) | Roewe - MG Motor - Maxus (SAIC Motor) | Roewe - MG Motor - Maxus (SAIC Motor) |
|                       | Riley Motors          | Riley Motors          | Riley Motors          | Riley Motors          | Riley Motors          | Riley Motors          | Riley Motors          | Riley Motors          | Riley Motors          | British Motor Corporation | British Motor Corporation | British Motor Corporation | British Motor Corporation | British Motor Holdings    | British Motor Holdings    | British Leyland Motor Corporation | British Leyland Motor Corporation | Austin Rover Group | Austin Rover Group | Rover Group plc  | Rover Group plc  | Rover Group plc  | MG Rover Group                  | MG Rover Group                  | Roewe - MG Motor - Maxus (SAIC Motor) | Roewe - MG Motor - Maxus (SAIC Motor) | Roewe - MG Motor - Maxus (SAIC Motor) | Roewe - MG Motor - Maxus (SAIC Motor) | Roewe - MG Motor - Maxus (SAIC Motor) |
|                       |                       | Wolseley Motors       |                       |                       |                       |                       |                       |                       |                       | British Motor Corporation | British Motor Corporation | British Motor Corporation | British Motor Corporation | British Motor Holdings    | British Motor Holdings    | British Leyland Motor Corporation | British Leyland Motor Corporation | Austin Rover Group | Austin Rover Group | Rover Group plc  | Rover Group plc  | Rover Group plc  | MG Rover Group                  | MG Rover Group                  | Roewe - MG Motor - Maxus (SAIC Motor) | Roewe - MG Motor - Maxus (SAIC Motor) | Roewe - MG Motor - Maxus (SAIC Motor) | Roewe - MG Motor - Maxus (SAIC Motor) | Roewe - MG Motor - Maxus (SAIC Motor) |
|                       |                       |                       | Austin Motor Company  |                       |                       |                       |                       |                       |                       | British Motor Corporation | British Motor Corporation | British Motor Corporation | British Motor Corporation | British Motor Holdings    | British Motor Holdings    | British Leyland Motor Corporation | British Leyland Motor Corporation | Austin Rover Group | Austin Rover Group | Rover Group plc  | Rover Group plc  | Rover Group plc  | MG Rover Group                  | MG Rover Group                  | Roewe - MG Motor - Maxus (SAIC Motor) | Roewe - MG Motor - Maxus (SAIC Motor) | Roewe - MG Motor - Maxus (SAIC Motor) | Roewe - MG Motor - Maxus (SAIC Motor) | Roewe - MG Motor - Maxus (SAIC Motor) |
|                       |                       |                       |                       | Morris Motors         | Morris Motors         | Morris Motors         | Morris Motors         | Morris Motors         | Morris Motors         | British Motor Corporation | British Motor Corporation | British Motor Corporation | British Motor Corporation | British Motor Holdings    | British Motor Holdings    | British Leyland Motor Corporation | British Leyland Motor Corporation | Austin Rover Group | Austin Rover Group | Rover Group plc  | Rover Group plc  | Rover Group plc  | MINI (BMW)                      | MINI (BMW)                      | MINI (BMW)                            | MINI (BMW)                            | MINI (BMW)                            | MINI (BMW)                            | MINI (BMW)                            |
|                       |                       |                       |                       |                       |                       |                       |                       | MG Cars               | MG Cars               | British Motor Corporation | British Motor Corporation | British Motor Corporation | British Motor Corporation | British Motor Holdings    | British Motor Holdings    | British Leyland Motor Corporation | British Leyland Motor Corporation | Austin Rover Group | Austin Rover Group | Rover Group plc  | Rover Group plc  | Rover Group plc  | Premier Automotive Group (Ford) | Premier Automotive Group (Ford) | Premier Automotive Group (Ford)       | Premier Automotive Group (Ford)       | Jaguar Land Rover (Tata Motors)       | Jaguar Land Rover (Tata Motors)       | Jaguar Land Rover (Tata Motors)       |
|                       |                       |                       |                       |                       | Jaguar Cars Ltd.      | Jaguar Cars Ltd.      | Jaguar Cars Ltd.      | Jaguar Cars Ltd.      | Jaguar Cars Ltd.      | Jaguar Cars Ltd.          | Jaguar Cars Ltd.          | Jaguar Cars Ltd.          | Jaguar Cars Ltd.          | British Motor Holdings    | British Motor Holdings    | British Leyland Motor Corporation | British Leyland Motor Corporation | Jaguar Cars Ltd.   | Jaguar Cars Ltd.   | Jaguar Cars Ltd. | Jaguar Cars Ltd. | Jaguar Cars Ltd. | Premier Automotive Group (Ford) | Premier Automotive Group (Ford) | Premier Automotive Group (Ford)       | Premier Automotive Group (Ford)       | Jaguar Land Rover (Tata Motors)       | Jaguar Land Rover (Tata Motors)       | Jaguar Land Rover (Tata Motors)       |
|                       |                       |                       |                       |                       | Aston Martin          | Aston Martin          | Aston Martin          | Aston Martin          | Aston Martin          | Aston Martin              | Aston Martin              | Aston Martin              | Aston Martin              | Aston Martin              | Aston Martin              | Aston Martin                      | Aston Martin                      | Aston Martin       | Aston Martin       | Aston Martin     | Aston Martin     | Aston Martin     | Premier Automotive Group (Ford) | Premier Automotive Group (Ford) | Premier Automotive Group (Ford)       | Premier Automotive Group (Ford)       | Aston Martin plc                      | Aston Martin plc                      | Aston Martin plc                      |